# Agha
Pour les articles homonymes, voir Aga.

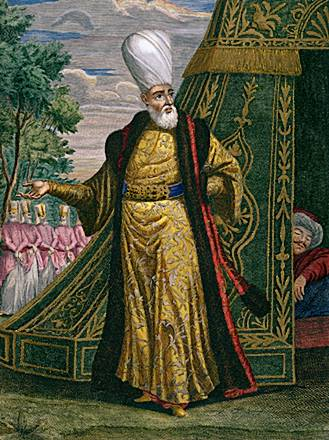
Un Agha janissaire.

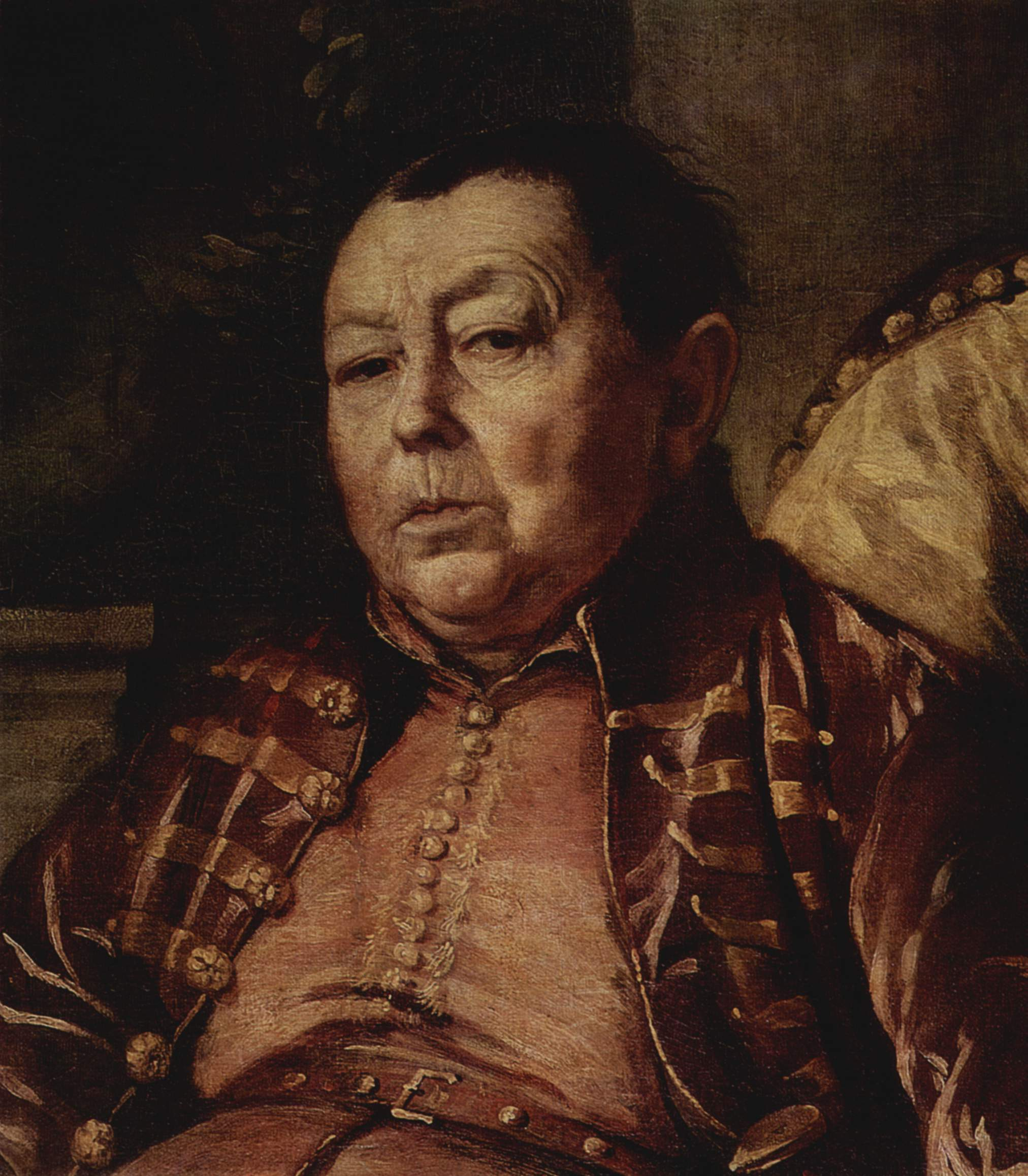
L'Agha Dedesh de Crimée, peint en 1664 pour le roi Jean II Casimir par Daniel Schultz.

Agha ou aga (turc moderne: Ağa, persan: آغا ), du turc agha « chef », « maître », « seigneur » ou « châtelain », est le titre d'un officier civil ou militaire, ou une partie de ce titre. En tant que titre, il était placé après le nom des militaires ou des fonctionnaires de la cour qui le recevait.

## Titres militaires
Dans l'Empire ottoman, les commandants des différentes branches des forces militaires étaient appelés aghas ; par ex. azap agha, besli agha signifiant commandant d'un azap, commandant d'un besli.
Cette désignation était aussi donnée aux commandants d'unités plus petites, comme les bulyuk et les odjak.

## Titres civils
- Le kızlar ağası (agha des filles) était le chef des eunuques noirs et le kapı ağa (agha de la porte) celui des eunuques blancs, tous les deux avaient des fonctions très importantes dans le sérail de Topkapi.
- Aga Khan est le titre du dirigeant de la secte chiite ismaélienne nizarite. Le titre d'Agha Khan est un titre honorifique qui a été accordé par le roi qadjar Fath Ali Shah d'Iran à son gendre Hassan Ali Shah (env. 1800-1881), le dirigeant d'alors des Ismaéliens de Perse.

## Autres usages
- Agha est un titre signifiant « monsieur » en Iran et en Afghanistan.
- Agha est à la fois un titre et un nom de famille en Afghanistan, Bosnie, Algérie, Liban, Pakistan, Syrie, Tunisie et Libye.

## Honorifique
Muhammad Yahya Khan, ancien président du Pakistan, portait aussi agha comme titre héréditaire. Dans l'usage, le titre suit le nom.